# 伊福村 (長崎県)
伊福村（いふくむら）は、長崎県の島原半島にあった村。南高来郡に属した。1926年（大正15年）に西隣の古部村と合併し、大正村となった。
現在の雲仙市瑞穂町の中部、伊福地区にあたる。

## 地理
島原半島の北部に位置する。
- 河川：島川（西郷川）、前田川、松江川

## 沿革
- 1889年（明治22年）4月1日 - 町村制施行により、南高来郡伊福村が単独村制にて発足。
  - 古部村とあわせて「古部伊福組合村[1]」とし、組合村役場を古部村甲に設置。
- 1926年（大正15年）7月1日 - 古部村と合併して大正村が発足し、伊福村は自治体として消滅。

## 地名
名を行政区域とする。伊福村は1889年の町村制施行時に単独で自治体として発足したため、大字は無し。
なお、伊福村では名の名称を十干に置き換えて表記する。
- 甲 ／ 大河名[3]
- 乙 ／ 高田名

## 交通

### 鉄道
村域を島原鉄道線が通るが、駅は設置されていない。

## 名所・旧跡
- 桑田遺跡
- 高田城跡